# Hieracium disputabile
Hieracium disputabile là một loài thực vật có hoa trong họ Cúc. Loài này được Sennikov mô tả khoa học đầu tiên năm 1994.